# Кубок АФК 2016
Кубок АФК 2016 — 13-й розыгрыш второго по значимости клубного футбольного турнира Азиатской конфедерации футбола (АФК). Разыгрывается среди клубов стран, уровень развития футбола в которых не достаточно высок для участия в Лиге чемпионов АФК. Финальный матч состоится 5 ноября 2016 года.

## Формат
В квалификационном раунде примут участие 6 клубов. Команды были разбиты на 2 группы по 3 команды; победители групп выйдут в квалификационный плей-офф
В квалификационном плей-оффе примут участие 8 клубов (2 клуба из квалификационного раунда и 6 новых клубов). Команды играют двухматчевое противостояние по схеме: 4 клуба из Западной Азии против 4 клубов из Восточной.
В групповом этапе турнира примут участие 32 клуба (4 клуба из квалификационного плей-оффа (+1 клуб из квалификационного раунда) и 27 новых клубов). Команды были разбиты на 8 групп по 4 команды: 4 группы для Западной Азии и 4 — для Восточной; по 2 лучшие команды из группы выйдут в плей-офф.
В плей-оффе примут участие 16 клубов. Плей-офф играется по традиционной схеме: 1/8 финала, 1/4 финала, полуфиналы, финал. Команды играют двухматчевое противостояние. До полуфиналы матчи разделяются на зоны: Западная Азия, Восточная Азия. В финале сыграют победители двух зон.

## Участники
| Условные обозначения                              |
| ------------------------------------------------- |
| Команды, стартующие с группового этапа            |
| Команды, стартующие с квалификационного плей-оффа |
| Команды, стартующие с квалификационного раунда    |

### Западная Азия
| Страна                              | Клуб                       | Основание квалификации                                         |
| ----------------------------------- | -------------------------- | -------------------------------------------------------------- |
| Ирак · 2 участника                  | Нафт Аль-Васат (Эн-Наджаф) | Чемпион Ирака 2014/15                                          |
| Ирак · 2 участника                  | Аль-Кува (Багдад)          | 2-е место Чемпионата Ирака по футболу 2014/15                  |
| Иордания · 2 участника              | Аль-Вихдат (Амман)         | Чемпион Иордании 2014/15ЛЧ                                     |
| Иордания · 2 участника              | Аль-Файсали (Амман)        | Победитель Кубка Иордании 2014/15                              |
| Оман · 2 участника                  | Аль-Оруба (Сур)            | Чемпион Омана 2014/15 Победитель Кубка Омана 2014/15           |
| Оман · 2 участника                  | Фанджа (Эс-Сиб)            | 2-е место Чемпионата Омана по футболу 2014/15                  |
| Бахрейн · 2 участника               | Аль-Мухаррак (Мухаррак)    | Чемпион Бахрейна 2014/15                                       |
| Бахрейн · 2 участника               | Аль-Хидд (Мухаррак)        | Победитель Кубка Бахрейна 2015                                 |
| Ливан · 2 участника                 | Аль-Ахед (Бейрут)          | Чемпион Ливана 2014/15                                         |
| Ливан · 2 участника                 | Триполи (Триполи)          | Победитель Кубка Ливана 2014/15                                |
| Сирия · 2 участника                 | Аль-Джаиш (Дамаск)         | Чемпион Сирии 2014/15                                          |
| Сирия · 2 участника                 | Аль-Вахда (Дамаск)         | Победитель Кубка Сирии 2015                                    |
| Государство Палестина · 2 участника | Шабаб Аль-Дхаирия (Хеврон) | Чемпион Палестины 2014/15                                      |
| Государство Палестина · 2 участника | Ахли Аль-Халиль (Хеврон)   | Победитель Кубка Палестины 2014/15                             |
| Таджикистан · 2 участника           | Истиклол (Душанбе)         | Чемпион Таджикистана 2015 Победитель Кубка Таджикистана 2015   |
| Таджикистан · 2 участника           | Худжанд (Худжанд)          | 2-е место Чемпионата Таджикистана по футболу 2015              |
| Туркменистан · 2 участника          | Алтын Асыр (Ашхабад)       | Чемпион Туркменистана 2015 Победитель Кубка Туркменистана 2015 |
| Туркменистан · 2 участника          | Балкан (Балканабад)        | 2-е место Чемпионата Туркменистана по футболу 2015             |
| Кыргызстан · 2 участника            | Алай (Ош)                  | Чемпион Кыргызстана 2015                                       |
| Кыргызстан · 2 участника            | Алга (Бишкек)              | 3-е место Чемпионата Кыргызстана по футболу 2015               |
| Пакистан · 1 участник               | К-Электрик (Карачи)        | Чемпион Пакистана 2014/15                                      |
| Бутан · 1 участник                  | Друк Юнайтед (Тхимпху)     | Чемпион Бутана 2014                                            |

### Восточная Азия
| Страна                  | Клуб                      | Основание квалификации                               |
| ----------------------- | ------------------------- | ---------------------------------------------------- |
| Гонконг · 2 участника   | Китчи (Гонконг)           | Чемпион Гонконга 2014/15ЛЧ                           |
| Гонконг · 2 участника   | Саут Чайна (Гонконг)      | Победитель Сезонного Плей-Оффа Гонконга 2014/15      |
| Мьянма · 2 участника    | Янгон Юнайтед (Янгон)     | Чемпион Мьянмы 2015ЛЧ                                |
| Мьянма · 2 участника    | Иравади Юнайтед (Бассейн) | Победитель Кубка Мьянмы по футболу 2015              |
| Малайзия · 2 участника  | Джохор (Джохор-Бару)      | Чемпион Малайзии 2015ЛЧ                              |
| Малайзия · 2 участника  | Селангор (Шах-Алам)       | 2-е место Чемпионата Малайзии по футболу 2015МАЗ     |
| Индия · 2 участника     | Мохун Баган (Калькутта)   | Чемпион Индии 2014/15ЛЧ                              |
| Индия · 2 участника     | Бенгалуру (Бангалор)      | Победитель Кубка Индии по футболу 2014/15            |
| Сингапур · 2 участника  | Тампинс Роверс (Сингапур) | 2-е место Чемпионата Сингапура по футболу 2015ЛЧ СИН |
| Сингапур · 2 участника  | Балестье Халса (Сингапур) | 4-е место Чемпионата Сингапура по футболу 2015СИН    |
| Мальдивы · 2 участника  | Нью Рэдиант (Мале)        | Чемпион Мальдив 2015                                 |
| Мальдивы · 2 участника  | Мазия (Мале)              | Победитель Кубка Мальдив по футболу 2015             |
| Филиппины · 2 участника | Церес (Баколод)           | Чемпион Филиппин 2015                                |
| Филиппины · 2 участника | Кая (Макати)              | Победитель Кубка Филиппин по футболу 2015            |
| Лаос · 1 участник       | Лао Тойота (Вьентьян)     | Чемпион Лаоса 2015                                   |
| Бангладеш · 1 участник  | Шейх Джамал (Дакка)       | Чемпион Бангладеш 2013/14                            |
| Макао · 1 участник      | Бенфика (Макао)           | Чемпион Макао 2015                                   |
| Монголия · 1 участник   | Хоромхон (Улан-Батор)     | Чемпион Монголии 2014                                |

Примечания
- ↑  ЛЧ:Команды проигравшие в квалификационных раундах Лиги чемпионов АФК 2016 будут играть в групповом этапе Кубка АФК 2016.
- ↑  МАЗ:Победитель Кубка Малайзии по футболу 2015 — клуб Лайонс XII из Сингапура — представляет Футбольную ассоциацию Сингапура и не имеет права выступать в Кубке АФК. В связи с этим в турнире его заменил Селангор.
- ↑  СИН:Победитель чемпионата Сингапура 2015 — клуб ДПММ из Бандар-Сери-Бегавана — представляет Национальную футбольную ассоциацию Брунея и не имеет права выступать в Кубке АФК. В связи с этим в турнире его заменил Тампинс Роверс. Помимо этого, победитель Кубка Сингапура по футболу 2015 (а также обладатель 3-го места чемпионата) — клуб Альбирекс Ниигата Сингапур — является фарм-клубом японского клуба Альбирекс Ниигата и не имеет права выступать в Кубке АФК. В связи с этим в турнире его заменил Балестье Халса.

## Квалификационный раунд
| Условные цветовые обозначения                |
| -------------------------------------------- |
| Команда проходит в групповой этап            |
| Команда проходит в квалификационный плей-офф |

### Группа A
| Команда      | И | В | Н | П | ГЗ | ГП | РГ | О |
| ------------ | - | - | - | - | -- | -- | -- | - |
| К-Электрик   | 2 | 1 | 1 | 0 | 4  | 3  | +1 | 4 |
| Друк Юнайтед | 2 | 0 | 2 | 0 | 3  | 3  | 0  | 2 |
| Хоромхон     | 2 | 0 | 1 | 1 | 0  | 1  | +1 | 1 |

|              | КЭЛ | ДРЮ | ХОР |
| ------------ | --- | --- | --- |
| К-Электрик   | —   | 3-3 | —   |
| Друк Юнайтед | —   | —   | 0-0 |
| Хоромхон     | 0-1 | —   | —   |

| 11 августа 2015            | \| К-Электрик \| 3:3 \| Друк Юнайтед \| \| Расул 8′, 45′ · Рехман 86′ \| Голы \| Ц. Дорджи 21′ · Вангди 58′ · Т. Дорджи 75′ \| | Чанглимитанг, Тхимпху Судья: Фу Минг       |
| К-Электрик                 | 3:3 | Друк Юнайтед                               |
| Расул 8′, 45′ · Рехман 86′ | Голы | Ц. Дорджи 21′ · Вангди 58′ · Т. Дорджи 75′ |

| 13 августа 2015 | \| Хоромхон \| 0:1 \| К-Электрик \| \| \| Голы \| Олудейи 74′ \| | Чанглимитанг, Тхимпху Судья: Масуд Туфайли |
| Хоромхон        | 0:1                                                              | К-Электрик                                 |
|                 | Голы                                                             | Олудейи 74′                                |

| 15 августа 2015 | \| Друк Юнайтед \| 0:0 \| Хоромхон \| | Чанглимитанг, Тхимпху Судья: Ильгиз Танташев |
| Друк Юнайтед    | 0:0                                   | Хоромхон                                     |

### Группа B
| Команда     | И | В | Н | П | ГЗ | ГП | РГ | О |
| ----------- | - | - | - | - | -- | -- | -- | - |
| Шейх Джамал | 2 | 1 | 1 | 0 | 5  | 2  | +3 | 4 |
| Алга        | 2 | 1 | 1 | 0 | 3  | 1  | +2 | 4 |
| Бенфика     | 2 | 0 | 0 | 2 | 1  | 6  | -5 | 0 |

|             | ШДД | АЛГА | БЕН |
| ----------- | --- | ---- | --- |
| Шейх Джамал | —   | —    | 4-1 |
| Алга        | 1-1 | —    | —   |
| Бенфика     | —   | 0-2  | —   |

| 11 августа 2015 | \| Бенфика \| 0:2 \| Алга \| \| \| Голы \| Филатов 29′ · Ахматалиев 65′ \| | Стадион Спартак имени Долона Омурзакова, Бишкек Судья: Мууд Боньядифард |
| Бенфика         | 0:2                                                                        | Алга                                                                    |
|                 | Голы                                                                       | Филатов 29′ · Ахматалиев 65′                                            |

| 13 августа 2015                        | \| Шейх Джамал \| 4:1 \| Бенфика \| \| Онуоха 44′ · Ислам 72′ · Рони 77′, 86′ \| Голы \| Торрао 26′ \| | Стадион Спартак имени Долона Омурзакова, Бишкек Судья: Рован Арумуган |
| Шейх Джамал                            | 4:1 | Бенфика                                                               |
| Онуоха 44′ · Ислам 72′ · Рони 77′, 86′ | Голы                                                                                                   | Торрао 26′                                                            |

| 15 августа 2015 | \| Алга \| 1:1 \| Шейх Джамал \| \| Амиров 22′ \| Голы \| Онуоха 78′ \| | Стадион Спартак имени Долона Омурзакова, Бишкек Судья: Мохд Нафиз Абдул Вахаб |
| Алга            | 1:1                                                                     | Шейх Джамал                                                                   |
| Амиров 22′      | Голы                                                                    | Онуоха 78′                                                                    |

## Квалификационный плей-офф
| Команда 1       | Счёт          | Команда 2   |
| --------------- | ------------- | ----------- |
| Аль-Хидд        | 2:0           | К- Электрик |
| Триполи         | 0:0 (7:6 пен) | Алай        |
| Аль-Вахда       | 2:0           | Балкан      |
| Ахли Аль-Халиль | 1:0           | Худжанд     |

| 9 февраля 2016 | \| Триполи \| 0:0 (7:6 пен) \| Алай \| | Муниципальный стадион Триполи, Триполи Судья: Ахмед Аль-Каф |
| Триполи        | 0:0 (7:6 пен)                          | Алай                                                        |

| 9 февраля 2016         | \| Аль-Вахда \| 2:0 \| Балкан \| \| Рафе 17′ · Мобайед 53′ \| Голы \| \| | Интернациональный стадион Сайда, Сайда Судья: Хеттикамканмге Перейра |
| Аль-Вахда              | 2:0                                                                      | Балкан                                                               |
| Рафе 17′ · Мобайед 53′ | Голы                                                                     |                                                                      |

| 9 февраля 2016  | \| Ахли Аль-Халиль \| 1:0 \| Худжанд \| \| Вади 22′ \| Голы \| \| | Интернациональный стадион Дора, Хеврон Судья: Адхам Махамдех |
| Ахли Аль-Халиль | 1:0                                                               | Худжанд                                                      |
| Вади 22′        | Голы                                                              |                                                              |

| 9 февраля 2016            | \| Аль-Хидд \| 2:0 \| К- Электрик \| \| Омосуйи 55′ · Хасан 90+3′ \| Голы \| \| | Бахрейнский национальный стадион, Эр-Рифа Судья: Ма Чинг |
| Аль-Хидд                  | 2:0                                                                             | К- Электрик                                              |
| Омосуйи 55′ · Хасан 90+3′ | Голы                                                                            |                                                          |